# Афанасьєва Ксенія Дмитрівна
Ксенія Дмитрівна Афанасьєва (рос. Ксения Дмитриевна Афанасьева, 13 вересня 1991) — російська гімнастка, олімпійська медалістка.

## Виступи на Олімпіадах
| Олімпіада   | Дисципліна        | Місце             |
| ----------- | ----------------- | ----------------- |
| Пекін 2008  | абсолютний залік  | 6 (кваліфікація)  |
| Пекін 2008  | командний залік   | 4                 |
| Пекін 2008  | вільні врави      | 9 (кваліфікація)  |
| Пекін 2008  | різновисокі бруси | 21 (кваліфікація) |
| Пекін 2008  | колода            | 7                 |
| Лондон 2012 | командний залік   | 2                 |
| Лондон 2012 | вільні врави      | 6                 |
| Лондон 2012 | колода            | 5                 |